# Fenomen (film 1996)
Fenomen (tytuł oryginalny Phenomenon) – amerykański film fabularny z 1996 w reżyserii Jona Turteltauba.

## Obsada
- John Travolta – George Malley
- Kyra Sedgwick – Lace Pennamin
- Robert Duvall – Doc Brunder
- Forest Whitaker – Nate Pope
- Jeffrey DeMunn – prof. John Ringold
- Richard Kiley – dr Wellin
- Brent Spiner – dr Bob Niedorf
- Vyto Ruginis – Ted Rhome
- Bruce A. Young – agent FBI Jack Hatch
- Michael Milhoan – Jimmy
- Sean O’Bryan – Banes
- David Gallagher – Al Pennamin
- Ashley Buccille – Glory Pennamin
- Tony Genaro – Tito
- Troy Evans – Roger

## Fabuła
Film opowiada historię małomiasteczkowego mechanika samochodowego George’a Malleya (John Travolta), którego życie ulega transformacji po ujrzeniu błysku światła w swoje 37. urodziny.
Od tego czasu George zaczyna przejawiać niezwykle błyskotliwą inteligencję, pochłania wiedzę jak gąbka, dochodzi do przenikliwych przemyśleń, staje się geniuszem. Odkrywa także że posiadł zdolność telekinezy.
George stara się użyć swoich nowych zdolności dla dobra otaczających go ludzi. Początkowo są oni zaintrygowani i rozbawieni. Później zaczynają się bać. Każdy chce dowiedzieć się, jak doszło do przemiany zwykłego człowieka. Tajemnicę tę chcą także poznać agencje rządowe i wykorzystać dla własnych celów. Następujące omamy wzrokowe oraz pojawienie się niezwykłych zdolności i umiejętności są wynikiem nowotworu mózgu. Powoduje on jego przedwczesną śmierć.